# La Estancia (Actopan)
La Estancia es una localidad mexicana perteneciente al municipio de Actopan, en el estado de Hidalgo.

## Toponimia
Proviene del nombre que los hacendados pusieron a la hacienda que se encuentra en ese lugar.

## Historia
En el año 1842 se da construcción de la Hacienda de la Estancia.

## Geografía

### Ubicación
Le corresponden las coordenadas geográficas 20° 18’ 52” de latitud norte y 98° 54’ 20” de longitud oeste. Se encuentra en la región geográfica del estado de Hidalgo denominada Valle del Mezquital. La localidad se localiza en la región oriente de México, al centro del estado de Hidalgo y al noreste del territorio municipal de Actopan.

### Relieve e hidrografía
La localidad tiene una altitud promedio de 2140 metros sobre el nivel del mar; con un relieve principalmente de llanura; con una pendientes del terreno de 0 a 3 grados. Fisiográficamente se encuentra en la provincia del Eje Neovolcánico, dentro de la subprovincia de Llanuras y Sierras de Querétaro e Hidalgo.
En cuanto a edafología tiene un tipo de suelo de phaeozem y aluvial; en cuanto a geología cuenta con rocas ígnea extrusiva tipo andesita-brecha volcánica intermedia. En lo que respecta a la hidrografía, se encuentra posicionada en la región del Pánuco, dentro de la cuenca del río Moctezuma, en la subcuenca del río Actopan. También se encuentra sobre el acuífero Actopan-Santiago de Anaya.

### Clima
La localidad presenta un clima semiseco templado.
| Parámetros climáticos promedio de La Estancia | Parámetros climáticos promedio de La Estancia | Parámetros climáticos promedio de La Estancia | Parámetros climáticos promedio de La Estancia | Parámetros climáticos promedio de La Estancia | Parámetros climáticos promedio de La Estancia | Parámetros climáticos promedio de La Estancia | Parámetros climáticos promedio de La Estancia | Parámetros climáticos promedio de La Estancia | Parámetros climáticos promedio de La Estancia | Parámetros climáticos promedio de La Estancia | Parámetros climáticos promedio de La Estancia | Parámetros climáticos promedio de La Estancia | Parámetros climáticos promedio de La Estancia |
| Mes                                           | Ene.                                          | Feb.                                          | Mar.                                          | Abr.                                          | May.                                          | Jun.                                          | Jul.                                          | Ago.                                          | Sep.                                          | Oct.                                          | Nov.                                          | Dic.                                          | Anual                                         |
| --------------------------------------------- | --------------------------------------------- | --------------------------------------------- | --------------------------------------------- | --------------------------------------------- | --------------------------------------------- | --------------------------------------------- | --------------------------------------------- | --------------------------------------------- | --------------------------------------------- | --------------------------------------------- | --------------------------------------------- | --------------------------------------------- | --------------------------------------------- |
| Temp. máx. media (°C)                         | 21.5                                          | 23.7                                          | 26.0                                          | 27.4                                          | 27.5                                          | 25.4                                          | 24.3                                          | 24.5                                          | 23.4                                          | 22.6                                          | 22.2                                          | 22.0                                          | 24.2                                          |
| Temp. media (°C)                              | 12.7                                          | 14.3                                          | 16.3                                          | 18.0                                          | 19.0                                          | 18.4                                          | 17.6                                          | 17.6                                          | 17.2                                          | 15.5                                          | 14.0                                          | 13.6                                          | 16.2                                          |
| Temp. mín. media (°C)                         | 4.0                                           | 5.0                                           | 6.7                                           | 8.7                                           | 10.5                                          | 11.4                                          | 10.9                                          | 10.7                                          | 11.0                                          | 8.4                                           | 5.9                                           | 5.2                                           | 8.2                                           |
| Precipitación total (mm)                      | 12.0                                          | 8.0                                           | 14.0                                          | 32.0                                          | 59.0                                          | 89.0                                          | 90.0                                          | 68.0                                          | 89.0                                          | 39.0                                          | 15.0                                          | 7.0                                           | 522                                           |
| Fuente: Servicio Meteorológico Nacional. 2015 |                                               |                                               |                                               |                                               |                                               |                                               |                                               |                                               |                                               |                                               |                                               |                                               |                                               |

## Demografía
De acuerdo al censo INEGI del año 2020 cuenta con una población de 1715 habitantes, de los cuales 823 son hombres y 892 son mujeres. Esta población corresponde al 2.81 % de la población municipal.
| Gráfica de evolución demográfica de La Estancia entre 1900 y 2020 |
|                                                                   |
| Población registrada por los censos y conteos del INEGI.          |

## Infraestructura
La localidad cuenta con una escuelas de nivel preescolar, una primaria y una telesecundaria; además de un plantel del Instituto de Capacitación para el Trabajo del Estado de Hidalgo (ICATHI).  El código postal de la localidad es 42600, y su prefijo telefónico es 772.mientras que la Comisión Federal de Electricidad (CFE) se encarga de la electricidad y alumbrado público.

## Cultura
En cuanto a arquitectura destaca la Hacienda de la Estancia. En gastronomía el platillo tradicional es la barbacoa de borrego horneada en un horno subterráneo, además como uno de sus platillos principales se encuentra el ximbó, que es carne de gallo doméstico envuelto con pencas de maguey y horneado en un horno subterráneo.
Dentro de las fiestas populares que se celebran en el municipio se encuentran todas las celebraciones religiosas como Semana Santa, Navidad, Día de Muertos y el 12 de diciembre se realizan los tradicionales festejos a la Virgen de Guadalupe. La principal feria es la del 8 de octubre que celebra la fundación del ejido.

## Economía
Tiene un grado de marginación es medio y un grado de rezago social muy bajo. Las principales actividades económicas son el comercio, la agricultura, la ganadería y la avicultura.